# برج الساعة (ديرة)

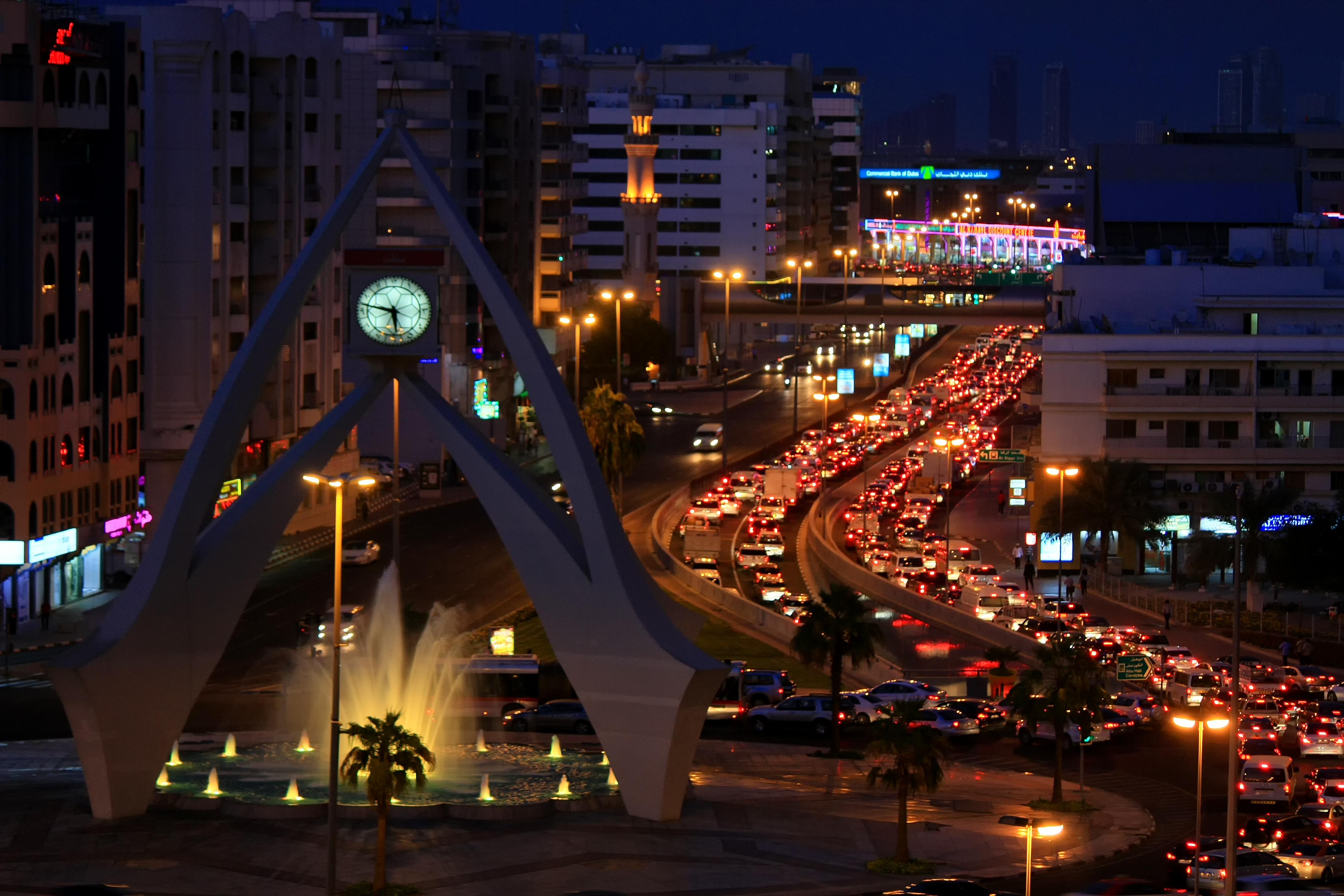
برج الساعة منتصف الليل عام 2015

برج الساعة في ديرة ( يشار إليه في الأصل باسم برج ساعة دبي)، هو دوار في منطقة ديرة، دبي، الإمارات العربية المتحدة، ويعتبر من المعالم البارزة في ديرة. أدرجت صحيفة التلغراف برج ساعة دبي ضمن أجمل 17 برج ساعة حول العالم. تم تصميم البرج بطريقة تجعل منه مواجهاً لأربعة شوارع، ويمكن مشاهدته من أي اتجاه من الشوارع التي يربط بينها البرج

## الموقع
يقع برج ساعة دبي عند تقاطع طريق أم هرير والطريق D 89 (طريق آل مكتوم) في منطقة الرقة. يعد الدوار اليوم أحد المعالم البارزة في ديرة، ويوفر الوصول إلى جسر آل مكتوم (أول معبر بري يتم إنشاؤه بين ديرة وبر دبي). المنطقة المحيطة بالدوار ذات أهمية تجارية، حيث تضم مكاتب شركات الطيران العالمية الكبرى العاملة في دولة الإمارات العربية المتحدة.
يمكن الوصول إلى الدوار باستخدام مترو دبي. أقرب محطات المترو هي محطة الرقة إلى سيتي سنتر ديرة على الخط الأحمر.كما يبعد دوار البرج عن مطار دبي الدولي 5 دقائق فقط 

## تاريخ
بني برج الساعة بدبي عام 1965 على مرحلتين ولمدة 10 أشهر، وصممه المهندس المعماري زكي حمصي، الشريك في مكتب التصميم المعماري للبناء، في حين تولت أعمال البناء شركة تطوير. في مايو 2023، أعلن أن بلدية دبي ستجري عملية التجديد للبرج، وبحسب صحيفة خليج تايمز، فإن ذلك سيضيف مساحات خضراء وأضواء متعددة الألوان ويستبدل تصميم النافورة بتصميم جديد كجزء من الخطة الحضرية الرئيسية لدبي 2040. وقد تم استبدال ساعات البرج في عام 2008 بتقنيات تستخدم أجهزة جي بي اس للتأكد من دقة الوقت 

## معرض الصور

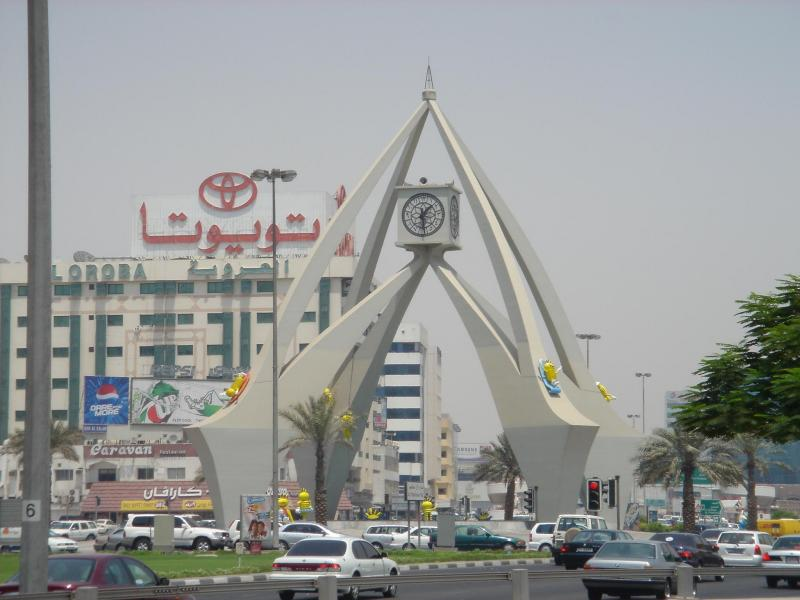
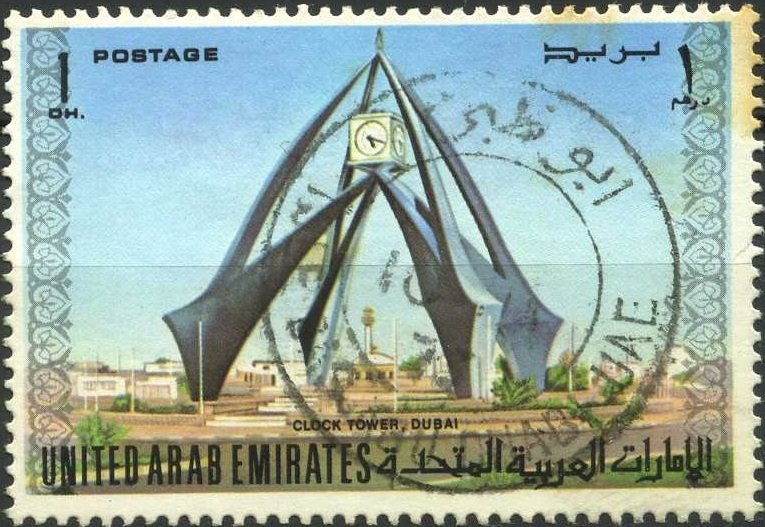
البرج على طابع بريدي
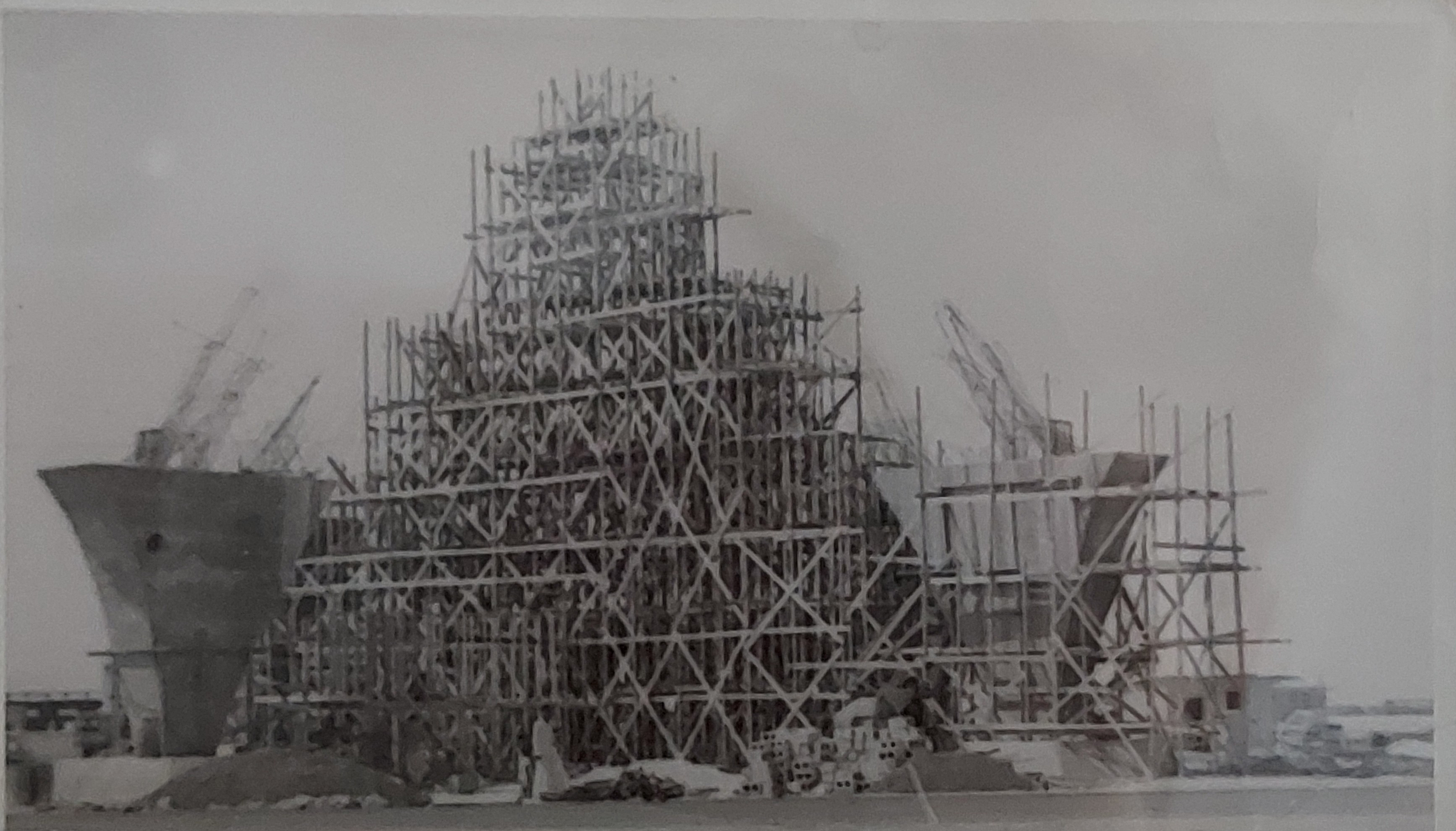
خلال مرحلة البناء
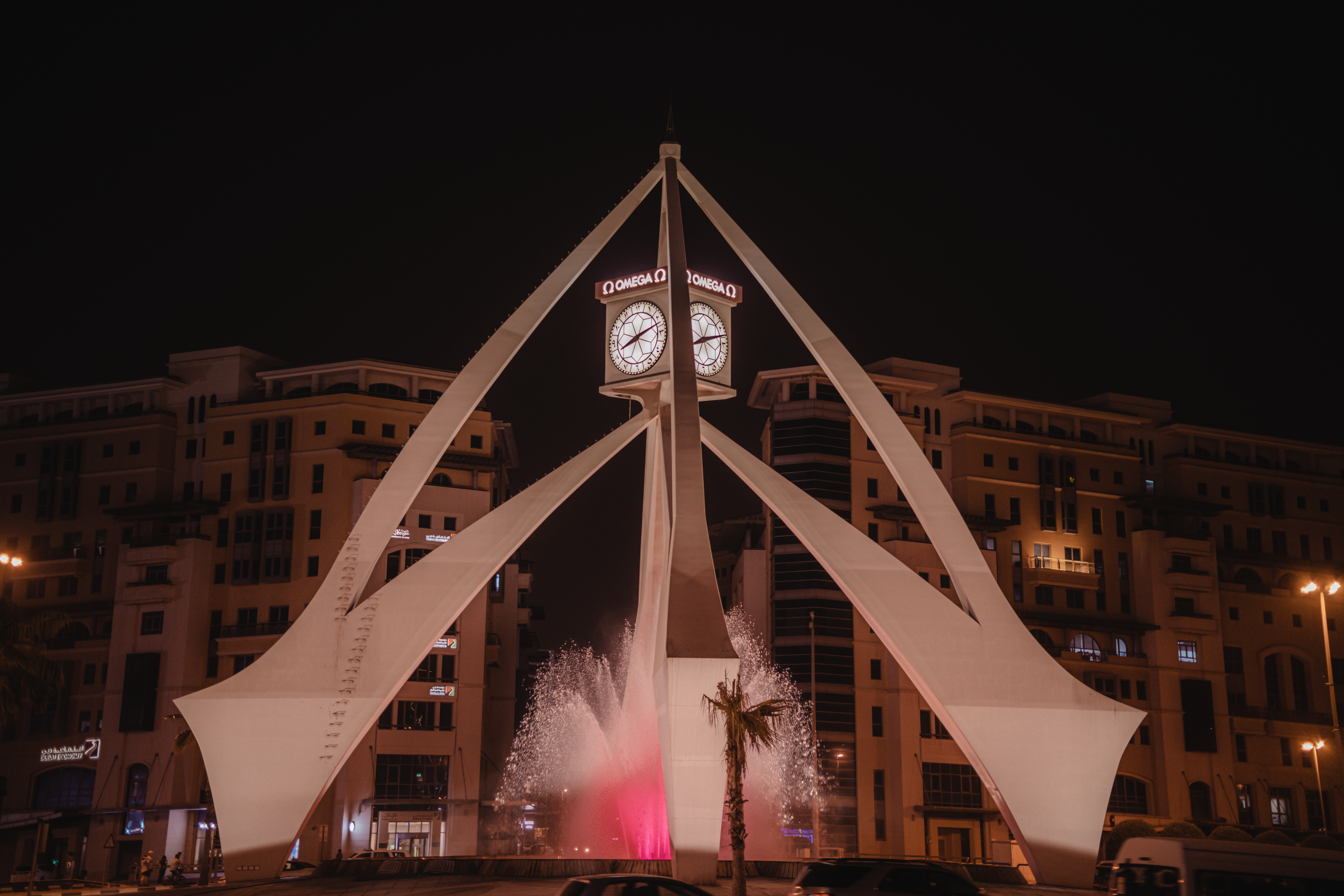